# Masa perłowa

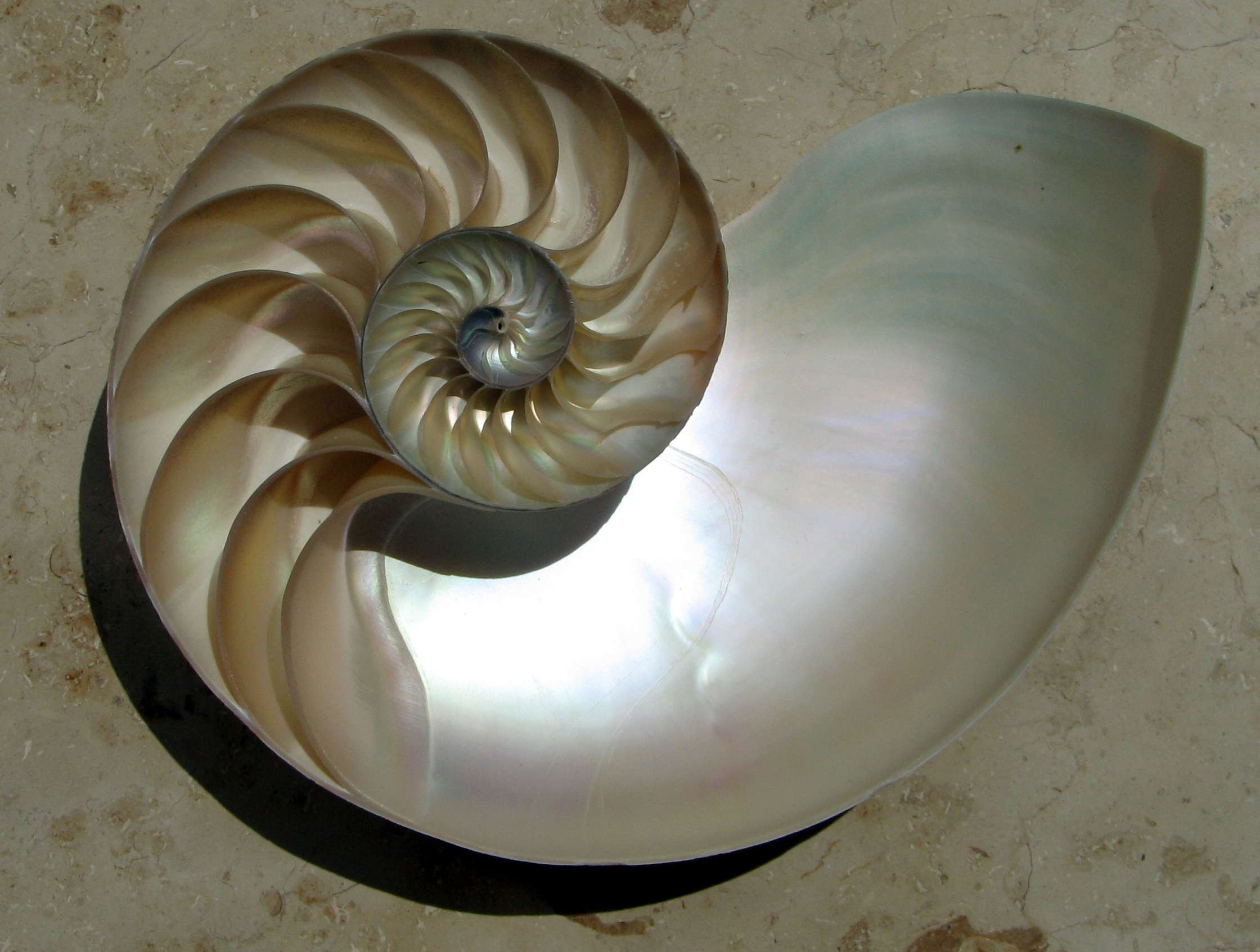
Wnętrze muszli łodzika z rodzaju Nautilus

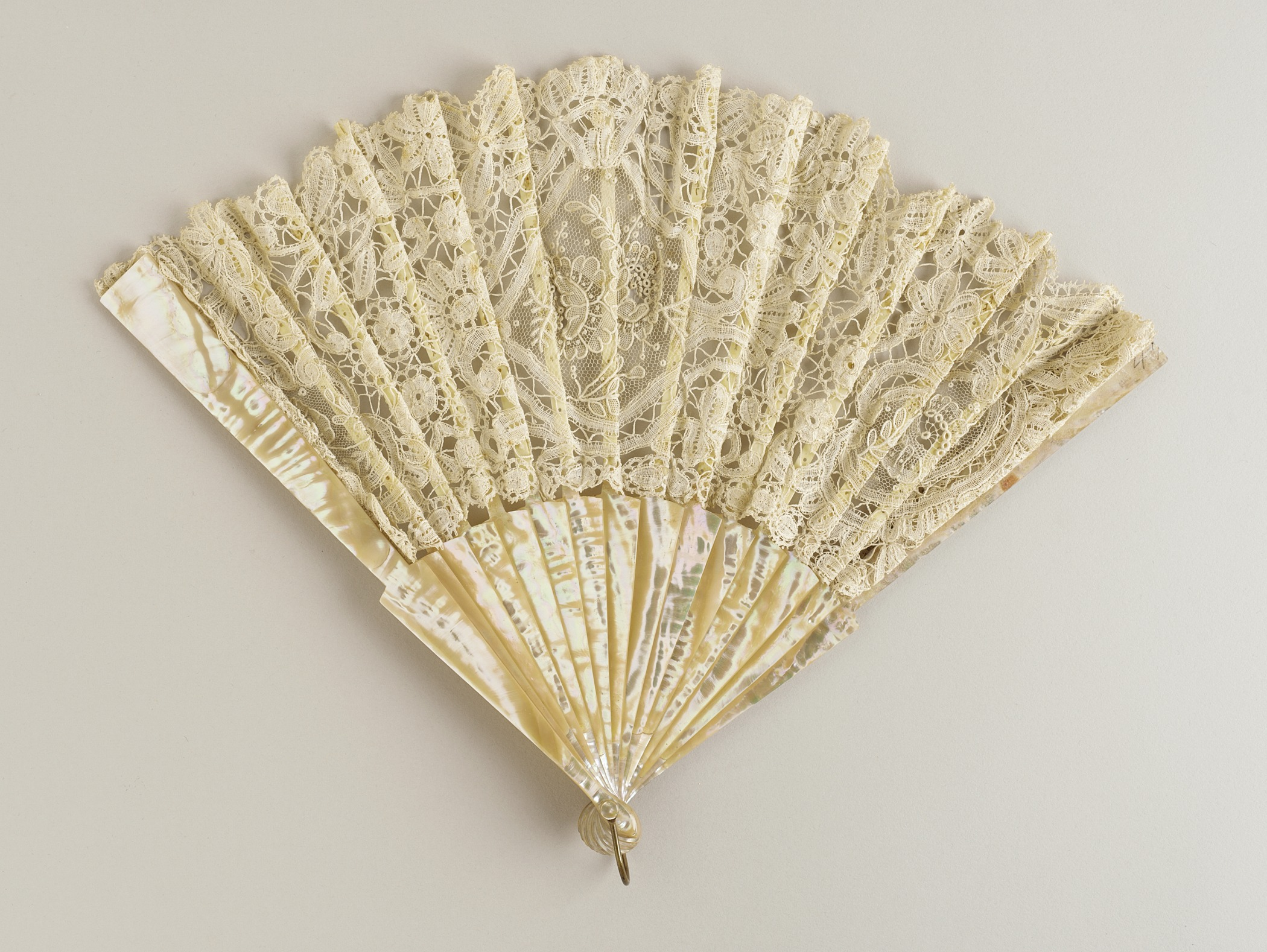
Wachlarz z masy perłowej i koronki

Masa perłowa (albo macica perłowa) – wewnętrzna, silnie iryzująca warstwa (hipostrakum) muszli niektórych małżów, np. perłopławów, ślimaków lub łodzików, używana jako tworzywo dekoracyjne.
Składa się z prostopadle ustawionych kryształów aragonitu i niewielkiej ilości konchioliny w szczelinach między kryształami aragonitu. Barwa biała, srebrzysta, kremowa oraz najbardziej cenione na rynku niebieskawa, zielonkawa, różowa. Twardość w skali Mohsa waha się między 2,5 a 4,5.

## Producenci masy perłowej
Głównymi producentami najładniejszej masy perłowej wykorzystywanej na rynkach światowych są morskie małże (zwłaszcza Pinctada, Pteria, Pinna, Placuna, Tridacna) i ślimaki (głównie Haliotis, Trochus, Strombus, Turbo). Ładną masę perłową uzyskiwano też z małży słodkowodnych (perłoródki rzecznej, Anodonta, Unio) i łodzików. Najczęściej używa się macicy perłowej perłopławów (rodzaj Pteria), zatem głównymi dostawcami są farmy hodowlane pereł. Podstawową barwą jest zwykle biel; dla macicy perłowej z Tahiti – naturalnie ciemny kolor. Lśniąca niebieskozielono macica perłowa małża uchowca Haliotis australis (zwanego Paua) z Nowej Zelandii była przez Maorysów wykorzystywana do inkrustacji mistycznych rzeźb. Od pewnego czasu macica perłowa tych małżów znajduje zastosowanie również w zachodnim świecie, przede wszystkim do wyrobu modnej biżuterii. Ze względu na podobne efekty barwne jak u opalu, w handlu nazywa się ją opalem morskim. Muszle o kolorowo zabarwionej masie perłowej (błękit, zieleń) należą do słuchotek (ślimaków z rodzaju Haliotis) żyjących wokół Ameryki i Nowej Zelandii.

## Zastosowanie
W Chinach od XIII w. wkładano do wnętrza żywych małży słodkowodnych figurki (np. Buddy) lub inne przedmioty i wyjmowano je po okresie do 3 lat, gdy figurki zostały już otoczone przez małża masą perłową. Stosowana w Europie do wyrobu biżuterii, ozdób i sztuki użytkowej oraz inkrustacji, wyrabia się z niej m.in. guziki, ale też kamee; popularna zwłaszcza w XVI–XVIII wieku.